# کاروگر (دهانه)
کاروگر یک دهانه برخوردی در ماه است.